# Deca Durabolin
Deca Durabolin (scritto anche Deca-Durabolin), noto come Nandrolone Decanoate, è un farmaco androgeno e steroide anabolizzante (AAS) che viene utilizzato principalmente nel trattamento di anemie e nell'osteoporosi nelle donne in menopausa. Viene somministrato per iniezione nel muscolo una volta ogni una-quattro settimane.
Gli effetti collaterali del nandrolone decanoato comprendono i sintomi della mascolinizzazione come l'acne, l'irsutismo, cambiamenti del tono di voce e l'aumento del desiderio sessuale. Il farmaco è un androgeno sintetico e uno steroide anabolizzante, quindi è un agonista del recettore degli androgeni (AR), il bersaglio biologico degli androgeni come il testosterone e il diidrotestosterone (DHT). Ha forti effetti anabolici e lievi effetti androgeni, che gli conferiscono effetti collaterali poco significativi e lo rendono particolarmente adatto per l'uso nelle donne. Il nandrolone decanoato è un estere nandrolone e un profarmaco a lunga durata di nandrolone nel corpo.
Il nandrolone decanoato fu descritto per la prima volta nel 1960 e fu introdotto per uso medico nel 1962. Fu il secondo estere nandrolone ad essere introdotto, dopo il nandrolone fenilpropionato (NPP) nel 1959, ed è uno degli esteri di nandrolone più usati. È anche uno degli AAS più usati in tutto il mondo. Oltre al suo uso medico, il nandrolone decanoato è usato per migliorare il fisico e le prestazioni sportive, ed è considerato l'AAS più usato per tali scopi. Il farmaco è una sostanza controllata in molti paesi e quindi l'uso non medico è generalmente considerato illegale.